# Exciter (album)
 For alternative betydninger, se Exciter. (Se også artikler, som begynder med Exciter)
Exciter er Depeche Modes tiende studiealbum, som blev udgivet 15. maj 2001. Albummet er produceredet af Mark Bell, og alle sange er skrevet af Martin L. Gore. Gore led af skrivekrampe under Exciters tilblivelse, hvilket ledte til at han for første gang anvendte sig af sangskriverpartnerne Paul Freeguard og Gareth Jones. Exciters lydbillede lånte meget fra minimal techno.

## Sangoversigt
1. "Dream On" (4:19)
2. "Shine" (5:32)
3. "The Sweetest Condition" (3:42)
4. "When the Body Speaks" (6:01)
5. "The Dead of Night" (4:50)
6. "Lovetheme" (2:02) (Instrumental)
7. "Freelove" (6:10)
8. "Comatose" (3:24)
9. "I Feel Loved" (4:20)
10. "Breathe" (5:17)
11. "Easy Tiger" (2:05) (Instrumental)
12. "I Am You" (5:10)
13. "Goodnight Lovers" (3:48)

## Singler
1. "Dream On" (23. april 2001)
2. "I Feel Loved" (30. juli 2001)
3. "Freelove" (11. november 2001) (remixet af Flood)
4. "Goodnight Lovers" (11. februar 2002)

## Medvirkende
- David Gahan - sang
- Andrew Fletcher - keyboard
- Martin L. Gore - guitar, keyboard, sangstemme; sang: "Comatose" og "Breathe"

- Knox Chandler, cello: "When The Body Speaks"
- Todd C. Reynolds, Joyce Hammann, Natalie Cenovia Cummins, Ralph H. Harris, Leo Grinhauz, "When the Body Speaks"
- Airto Moreira, trommer: "Freelove" og "I Feel Loved"
- Christian Eigner, trommer: "I Am You"

| Musikgruppe | Spire Denne artikel om en britisk musikgruppe er en spire som bør udbygges. Du er velkommen til at hjælpe Wikipedia ved at udvide den. |

1. ↑  Navnet er anført på bokmål og stammer fra Wikidata hvor navnet endnu ikke findes på dansk.